# Tapigami
Tapigami è una forma d’arte contemporanea creata da Danny Scheible nel 2005 a Sacramento (California), appartenente al movimento della tape art e ispirata in parte alla tecnica origami.

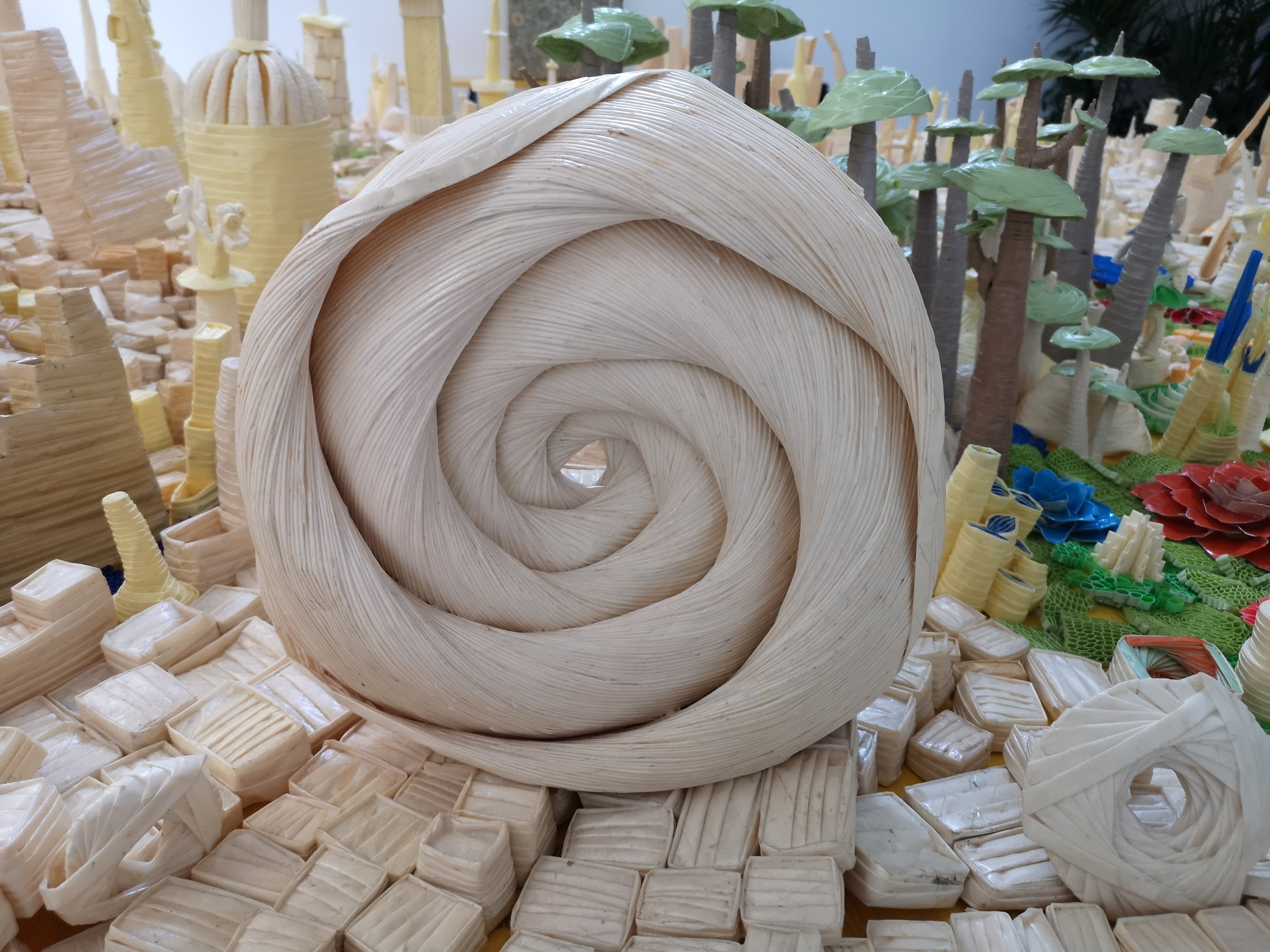
Tapigami vortex: vortice in nastro di carta

La tecnica tapigami utilizza il nastro adesivo di carta (masking tape) per creare sculture e opere astratte di varie dimensioni, partendo da dei semplici tubi di nastro arrotolati, materiale scelto per la sua estrema versatilità, la facilità nel trasporto e l’accessibilità.
Questa forma artistica infatti propone di dare a chiunque la possibilità di esprimere la propria creatività attraverso l’utilizzo di un materiale di uso quotidiano, e di affrontare l’apprendimento della tecnica in maniera ludica e priva di pregiudizi verso il tipo di materiale o le proprie capacità.
Oltre alla creazione di sculture e ritratti, la realizzazione del pensiero alla base del tapigami è rappresentata dalla “Tape city”, un modello universale di città in cui edifici e natura si fondono in un paesaggio utopico alla cui progettazione può partecipare chiunque, aggiungendo elementi e forme in nastro di carta.